# Sunnyside (Nevada)
Sunnyside é uma pequena comunidade não incorporada no White River Valley, condado de Nye no leste do  Nevada,. Fica próximo do término sul do Egan Range.  Fica localizado  na  Nevada State Route 318 aproximadamente a 50 quilómetros por estrada de Lund,no  Condado de White, a cidade mais próxima, 101 quilómetros de  Hiko no Condado de Lincoln.

## História e desenvolvimento
Um Senhor chamado Horton criou ali um rancho algum tempo durante a década de 1880. Mary  Horton foi agente dos correios de uma estação de correios em 10 de julho de 1880, esta estação de correios serviria o   White River Valley até 31 de janeiro de 1933. A família Horton vendeu o local a John Whipple em 1904, que seria agente de correios em 27 de setembro de 1917.  John Whipple vendeu a propriedade ao seu irmão Clair, que trabalhou na propriedade até eles venderem aos atuais proprietários em 1962.

## Atrações
Os lagos artificiais  Adams-McGill, Cold Springs, Hay Meadow, Tule Field e Whipple reservoirs ao longo do White river num raio de 24 quilómetros de Sunnyside; further, esses lagos artificiais fazem parte da Wayne E. Kirch Wildlife Management Area.